# Réaumur – Sébastopol
Réaumur - Sébastopol – stacja 3 i 4 linii  metra  w Paryżu. Stacja znajduje się na pograniczu 2. i 3. dzielnicy Paryża.  Na linii 3 stacja została otwarta 19 grudnia 1904 r, a na linii 4 - 21 kwietnia 1908.